# 費子賢
費子賢（?—?），祖籍不详，明朝初期军事将领。
費子賢善于守城。其早年跟随朱元璋，为廣德翼元帥。后攻下武康、安吉，筑城守卫，张士诚部队来犯后都大败而去。之后張左丞率领八万人进攻，当时費子賢只有三千士兵坚守。当时費子賢设弩车于城上，射杀敌方两个大将，敌方于是撤退。后升任進指揮同知。进攻福建、攻破元大都、定西等战役都有功，后升任大都督府僉事，世指揮使。